# Martwica mózgu
Martwica mózgu (ang. Braindead) – horror komediowy z roku 1992, produkcji nowozelandzkiej, w reżyserii Petera Jacksona.

## Obsada
- Tim Balme – Lionel Cosgrove
- Diana Peñalver – Paquita Maria Sanchez
- Elizabeth Moody – matka
- Ian Watkin – wujek Les
- Brenda Kendall – siostra McTavish
- Stuart Devenie – ojciec McGruder
- Glenis Levesiam – pani Matheson
- Lewis Rowe – pan Matheson

## Ekipa
- Reżyseria – Peter Jackson
- Scenariusz – Peter Jackson, Stephen Sinclair, Fran Walsh
- Zdjęcia – Murray Milne
- Muzyka – Peter Dasent
- Scenografia – Ed Mulholand, Chris Elliott, Kevin Leonard-Jones
- Producent – Jim Booth
- Montaż – Jamie Selkirk
- Kostiumy – Chris Elliott

## Nagrody
- 1994 – Saturn Award ( Best Genre Video Release)
- 1993 – New Zealand Film and TV Awards
- 1993 – Fantasporto
- 1993 – Avoriaz Fantastic Film Festival
- 1993 – Amsterdam Fantastic Film Festival
- 1992 – Fantafestival
- 1992 – Catalonian International Film Festival, Sitges, Spain
- 1993 – (nominacja) Saturn Award w kategorii najlepsze efekty specjalne
- 1993 – (nominacja) Saturn Award w kategorii najlepszy horror

## Fabuła
Z indonezyjskiej Wyspy Czaszek zoolog przywozi do Newton w Nowej Zelandii nowy gatunek zwierzęcia – małposzczura, który zostaje umieszczony w zoo.
Paquita, córka właściciela sklepu, zakochuje się w Lionelu, jednak jego matka nie chce dopuścić do związku syna z tą kobietą. Śledzi zakochanych w zoo, gdzie gryzie ją małposzczur. Po ukąszeniu starsza kobieta zaczyna się dziwnie zachowywać, zapada na tajemniczą chorobę i zmienia się w żądne krwi zombie. Każda osoba ukąszona przez chorą zapada na martwicę mózgu. Wkrótce w miasteczku rozpętuje się piekło, a Lionel i Paquita muszą zapobiec zagładzie.

## Recenzje
Serwis Rotten Tomatoes przyznał mu wynik 86%.